# Scarabaeus winkleri
Scarabaeus winkleri är en skalbaggsart som beskrevs av Stolfa 1938. Scarabaeus winkleri ingår i släktet Scarabaeus och familjen bladhorningar. Inga underarter finns listade i Catalogue of Life.